# Miamisburg (Ohio)
Miamisburg es una ciudad ubicada en el condado de Montgomery en el estado estadounidense de Ohio. En el Censo de 2010 tenía una población de 20181 habitantes y una densidad poblacional de 629,96 personas por km².

## Geografía
Miamisburg se encuentra ubicada en las coordenadas 39°37′51″N 84°16′15″O / 39.63083, -84.27083. Según la Oficina del Censo de los Estados Unidos, Miamisburg tiene una superficie total de 32.04 km², de la cual 31.56 km² corresponden a tierra firme y (1.5%) 0.48 km² es agua.

## Demografía
Según el censo de 2010, había 20181 personas residiendo en Miamisburg. La densidad de población era de 629,96 hab./km². De los 20181 habitantes, Miamisburg estaba compuesto por el 93.85% blancos, el 3.05% eran afroamericanos, el 0.17% eran amerindios, el 1.02% eran asiáticos, el 0.01% eran isleños del Pacífico, el 0.38% eran de otras razas y el 1.53% pertenecían a dos o más razas. Del total de la población el 1.62% eran hispanos o latinos de cualquier raza.